# 猪原淳三
猪原淳三（日语：／ Inohara Junzo，1910年1月31日—？），广岛县出身，日本前男子曲棍球运动员。他曾代表日本国家队参加1932年夏季奥林匹克运动会曲棍球比赛，获得一枚银牌。